# Denhama aussa
Denhama aussa är en insektsart som beskrevs av Werner 1912. Denhama aussa ingår i släktet Denhama och familjen Phasmatidae. Inga underarter finns listade i Catalogue of Life.